# Ōtori Kaname
Ōtori Kaname (凰 かなめ (Hoàng Hương-Nại-Nha) 28 tháng 9 năm 1989 –) là một tarento và gái mại dâm người Nhật Bản. Cô là một cựu YouTuber, nữ diễn viên khiêu dâm, và thuộc về công ti T-Powers. Cô sinh ra tại Akita.

## Sự nghiệp
Tháng 7/2016, cô bắt đầu hoạt động trên kênh YouTube "かなめチャンネル (Kaname Channel)" dưới tên "Kaname". Cô thường đăng tải nội dung về sự đáng yêu và gợi cảm, và cô đã trở thành chủ đề được bàn tán sôi nổi trên Internet với tư cách là một YouTuber xinh đẹp, cán mốc hơn 20 nghìn người đăng kí chỉ trong hơn 3 tháng.
Tháng 9 cùng năm, cô ra mắt ngành phim khiêu dâm với tư cách là nữ diễn viên độc quyền của Prestige. Ban đầu, cô thấy được vẻ nghệ thuật của sự gợi cảm, nên cô cũng có hứng thú với phim khiêu dâm, cô muốn tham gia UUUM và bắt đầu đăng tải video về điều đó, và có nhiều phản ứng về điều đó hơn cô nghĩ. Cô nói rằng lí do vào ngành là vì cô nghĩ rằng ngành cần cô và cô có thể làm tốt trong ngành.
23/4/2017, cô nhận giải Chủ đề tại Giải thưởng phim người lớn DMM.R18 2017.
Mặc dù cô đã giảm các hoạt động phim khiêu dâm vào cuối năm 2017, cô vẫn thuộc về công ti chủ quản và tiếp tục các hoạt động tarento như làm YouTuber. Tháng 6/2018, các hoạt động YouTube của cô ngừng lại tạm thời vì vi phạm các tiêu chuẩn biểu hiện gợi cảm, và cô đã tiếp tục hoạt động vào tháng 8. Cô nghỉ việc YouTuber vào ngày 20/11. Tài khoản đó của cô được tiếp quản bởi T-Powers, và sau khi xóa các video cũ của kênh, nhận dạng kênh đã được đổi thành Tokyo Paroparo NEXT và được quản lí bởi công ti chủ quản.
Cô thông báo trên Twitter rằng cô đang làm việc tại một cửa hàng mại dâm kiểu như Tora no Ana (虎の穴な).

## Đời tư
Sở thích của cô là sưu tầm những vật đáng yêu, và sưu tầm nến. Thể loại âm nhạc yêu thích của cô là metal và anison. Phần họ trong tên diễn của cô được lấy cảm hứng từ nhân vật Ikki của chòm sao Phượng Hoàng trong Saint Seiya. Thêm vào đó, chữ Hán "凰" dùng để viết tên "Ōtori" của cô thường bị nhầm thành "鳳".
Món đồ cô yêu thích nhất là búp bê khớp cầu. Cô cũng thường tham khảo các ý kiến về trang điểm, và vì cô không muốn thể hiện sự thân mật giữa người với người, cô đã cạo sạch lông mu từ khi học cấp hai. Cô nói rằng cô không loại bỏ lông mu hoàn toàn và cạo nó thường xuyên như cạo lông nách.
Tháng 7/2017, cô tiết lộ rằng cô đã có người yêu.
Lần đầu cô quan hệ tình dục là vào năm đầu trung học. Cô không giỏi quan hệ khi có ham muốn tình dục.
Để thay đổi hình ảnh bản thân một năm sau khi giảm các hoạt động phim khiêu dâm, cô cắt tóc rất ngắn và cố tình tăng cân. Một số người hâm mộ đã phản ứng với điều này, nói rằng đó là sự trái ngược hoàn toàn của sự gọn gàng và trong trắng trước đó.
Cô là bạn của nữ diễn viên khiêu dâm Suzumori Remu.